# Мостище (Псковская область)
Мостище — деревня в Себежском районе Псковской области России. Входит в состав городского поселения Идрица.

## География
Расположена на юго-западе региона, в центральной части района, в 19 км к востоку от города Себеж.

## История
В  1802—1924 годах земли поселения Мостищи входили в Себежский уезд Витебской губернии.
В 1941—1944 гг. местность находилась под фашистской оккупацией войсками Гитлеровской Германии.
С января 1995 до апреля 2015 года деревня входила в состав ныне упразднённой Мостищенской волости в качестве её административного центра.
В 2015 году Мостищенская волость, вместе с населёнными пунктами, была влита в состав городского поселения Идрица.

## Население
| 2001 | 2002 | 2010 |
| ---- | ---- | ---- |
| 188  | ↘158 | ↘127 |

Согласно результатам переписи 2002 года, в национальной структуре населения русские составляли 88 % от общей численности в 158 чел..

## Инфраструктура
Почтовое отделение 182280.

## Транспорт
Стоит на автодороге регионального значения «Толкачево — Себеж — Заситино» (идентификационный номер 58 ОП РЗ 58К-563).
Автомобильная дорога общего пользования местного значения «Мостище — Луково» (идентификационный номер 58-254-855 ОП МП 58Н-079), протяжённостью 6 км.